# 大谷虎三
大谷 虎三（おおたに とらぞう、明治32年〈1899年〉1月27日 - 没年不詳）は、日本の実業家、政治家。元赤沢組社長。元協同建設社長。元米子市議会議員。

## 経歴
鳥取県米子市出身。
大正14年（1925年）、鉄道省指定請負赤沢康平本店に入る。昭和2年（1927年）、同店代人。昭和7年（1932年）、赤沢組常務となり、昭和8年（1933年）、大鉄工業取締役米子支店長。昭和19年（1944年）、同社相談役。
昭和20年（1945年）、赤沢組社長に就任。昭和21年（1946年）、伯耆貨物自動車監査役。昭和22年（1947年）、同社取締役を各兼任。なお山陰日日新聞社取締役米子商工会議所常議員を兼務。この間、昭和22年（1947年）、昭和26年（1951年）米子市議各当選。

## 人物像
趣味は囲碁、釣り。宗教は禅宗、曹洞宗。住所は米子市灘町。

## 家族

### 大谷家
（鳥取県米子市灘町）
- 妻[2]
- 長女[2]
- 二女[2]
- 養子[2]

## 関連
- 赤沢組
- 赤沢康平
- 赤沢正道
- 赤沢弘毅
- 山陰日日新聞社